# ابن حجر عسقلانی
ابوالفضل شهاب‌الدین احمد بن علی بن محمد الکنانیّ العسقلانی (۷۷۳–۸۵۲ ه. ق) معروف به اِبن‌حَجَر عَسقلانی کِنانی مصری، از علمای بزرگ حدیث و فقه سنی، مورخ و کتابدار بوده است. اصل وی از قابس تونس است لیک برخی اعضای خانوادهٔ وی به عسقلان فلسطین سفر کردند اما وی خود در قاهرهٔ مصر زاده شد.
نخست به ادبیات و شعر علاقه‌مند شد و سپس به حدیث روی آورد. ابن حجر در فقه، حدیث، و تفسیر تبحّر داشت. در ۸۱۱ ه‍.ق وظیفه افتاء در دارالعدل به او محول گردید. ابن حجر علاوه بر فتوی به ایراد خطبه در مساجد مصر نظیر جامع الازهر و جامع عمرو بن عاص نیز می‌پرداخت. وی در ۸۲۷ منصب قاضی‌القضاتی یافت، با این صفت پیوسته به تدریس مشغول بود. از جمله وظایف ابن‌حجر، کتابداری کتابخانه مدرسه محمودیه بود که نفیس‌ترین کتاب‌ها را داشت و این کتاب‌ها را ابواسحاق ابن جماعه جمع کرد.
پدر وی نورالدین علی نیز عالم شافعی و شاعر بود.
آثار وی پیرامون حدیث، مصطلح‌الحدیث، تفسیر، رجال و فقه است. تألیفات وی بیش از یکصد و پنجاه عدد است ازجمله: الاصابة فی تمییز الصحابه و فتح الباری فی شرح البخاری  و لسان المیزان و الدرر الکامنه. و کتاب المطالب العالية.
شاگرد وی شمس‌الدین سخاوی کتابی ضخیم در ترجمه حال او به نام «الجواهر والدرر فی ترجمة شیخ الإسلام ابن حجر» به رشته تحریر درآورده‌است.
وی در زمینه رجال بسیار سخت گیر بوده تا حدی که بسیاری را من جمله ابوداود طیالیسی رد کرده با اینکه موثق است.